# سيكو مارا
سيكو مارا (بالفرنسية: Sékou Mara)‏ هو لاعب كرة قدم فرنسي في مركز الهجوم، ولد في 30 يوليو 2002 في باريس في فرنسا. لعب مع جيروندان بوردو.

## وصلات خارجية
- سيكو مارا على موقع إي إس بي إن إف سي (الإنجليزية)
- سيكو مارا على موقع قاعدة بيانات كرة القدم.إي يو (الإنجليزية)
- سيكو مارا على موقع ليكيب (الفرنسية)
- سيكو مارا على موقع Soccerbase.com (لاعب) (الإنجليزية)
- سيكو مارا على موقع Soccerway.com (الإنجليزية)
- سيكو مارا على موقع عالم كرة القدم.نت (الإنجليزية)
- سيكو مارا على موقع كووورة
- سيكو مارا على موقع AS.com (الإسبانية)